# Ostrowskia magnifica
Ostrowskia es un género monotípico de plantas  perteneciente a la familia Campanulaceae. Contiene una única especie: Ostrowskia magnifica Regel. Es originaria del centro de Asia

## Taxonomía
Ostrowskia magnifica fue descrita por Eduard August von Regel y publicado en Trudy Imp. S.-Peterburgsk. Bot. Sada 8: 686 1884.